# Gaetano Caponeri
Gaetano Caponeri, né en 1761 (ou 1763) à Bologne et mort dans la même ville en 1833, est un peintre néo-classique italien des XVIIIe et XIXe siècles spécialisé dans la décoration d'intérieur.

## Biographie
Né en 1761 à Bologne, Gaetano Caponeri a travaillé principalement à Bologne. Certaines sources placent sa naissance en 1763. Il reçoit une première formation en arts à l'Académie des beaux-arts de Bologne, entre 1778 et 1783, puis devient élève du peintre décorateur et scénographe Mauro Braccioli. Il s'est par la suite spécialisé dans l'exécution de fleurs et de natures-mortes, qui étaient insérées dans de grandes compositions en perspective. Il a été actif Teatro comunale de Bologne et à la Chartreuse de Bologne ainsi que dans plusieurs villas de banlieue. Il collabore avec de nombreux artistes tels que Vincenzo Martinelli, Antonio Basoli et Pietro Fancelli. Il a notamment travaillé sur l'oratoire San Bartolomeo di Reno et sur l'église de la Madonna della Porta et a aussi œuvré au Palazzo Hercolani de Bologne.

## Œuvres
Liste non-exhaustive de ses œuvres :
- Monumento a Giuseppe Salaroli, dessin et ornements par Gaetano Caponeri, personnages par Giuseppe Tadolini, Cimetière monumental de la Chartreuse de Bologne[3].